# Dickursby kyrka
Dickursby kyrka (finska: Tikkurilan kirkko) är en luthersk kyrkobyggnad i Dickursby i Vanda, i det finländska landskapet Nyland. Kyrkan invigdes den 24 januari 2021 och är uppförd på samma plats där en tidigare kyrka, färdigställd 1956, stod.
Den tidigare kyrkan i Dickursby klassades 2011 som byggnadshistoriskt värdefull, men fuktproblem i byggnaden gjorde att skyddsbeslutet senare revs upp.
Dickursby kyrka används av Dickursby församling och Vanda svenska församling. I kyrkobyggnaden finns även kontorsutrymme för Vanda kyrkliga samfällighet. Båda församlingarna använder även den närliggande medeltida Helsinge S:t Lars kyrka.

## Arkitektur
Dickursby kyrka ritades av arkitektbyrån OOPEAA med Anssi Lassila som huvudarkitekt och Iida Hedberg som projektarkitekt. Byggandet av kyrkan inleddes i början av 2019 med Lujatalo som huvudentreprenör. Dickursby kyrka invigdes den 24 januari 2021. I kyrkosalen finns 266 sittplatser, och salen kan utvidgas så att totalt 400 personer ryms i kyrkan. Kyrkans yta är dock bara hälften så stor som den tidigare kyrkans yta. Den mest synliga och iögonfallande delen av kyrkan är en spetsigt vinklad del som reser sig 20 meter upp och som refererar till kyrkans treenighet. Kyrkosalens väggar och golv är av betong. Som motvikt till betongen är taket av trä. Takelementen är gjorda av granribbor som reser sig längs det spetsiga utrymmet upp till toppen.
Tegel- och glaskonstverket i kyrkans fasad har designats av Jaana Partanen och Heikki Lamusuo. Konstnärsduon har även skapat konstverk som finns inne i kyrksalen. På kyrkans tak reser sig ett nästan två meter högt bladförgyllt kors och på kyrkans tegelfasad finns dessutom ett kors i relief. Teglen har framställts av den danska tegelfabriken Petersen. Vissa av teglen är handtryckta specialtegel, där det finns citat av bibelställen som handlar om hur man möter sig själv, andra människor och Gud.
Kyrksalens glasväggar är försedda med bilder av pixelgrafisk prägel. Verket ”Evighet”, som gestaltar kristna symboler, skiftar karaktär enligt olika årstider och olika tider på dygnet samt enligt belysning.

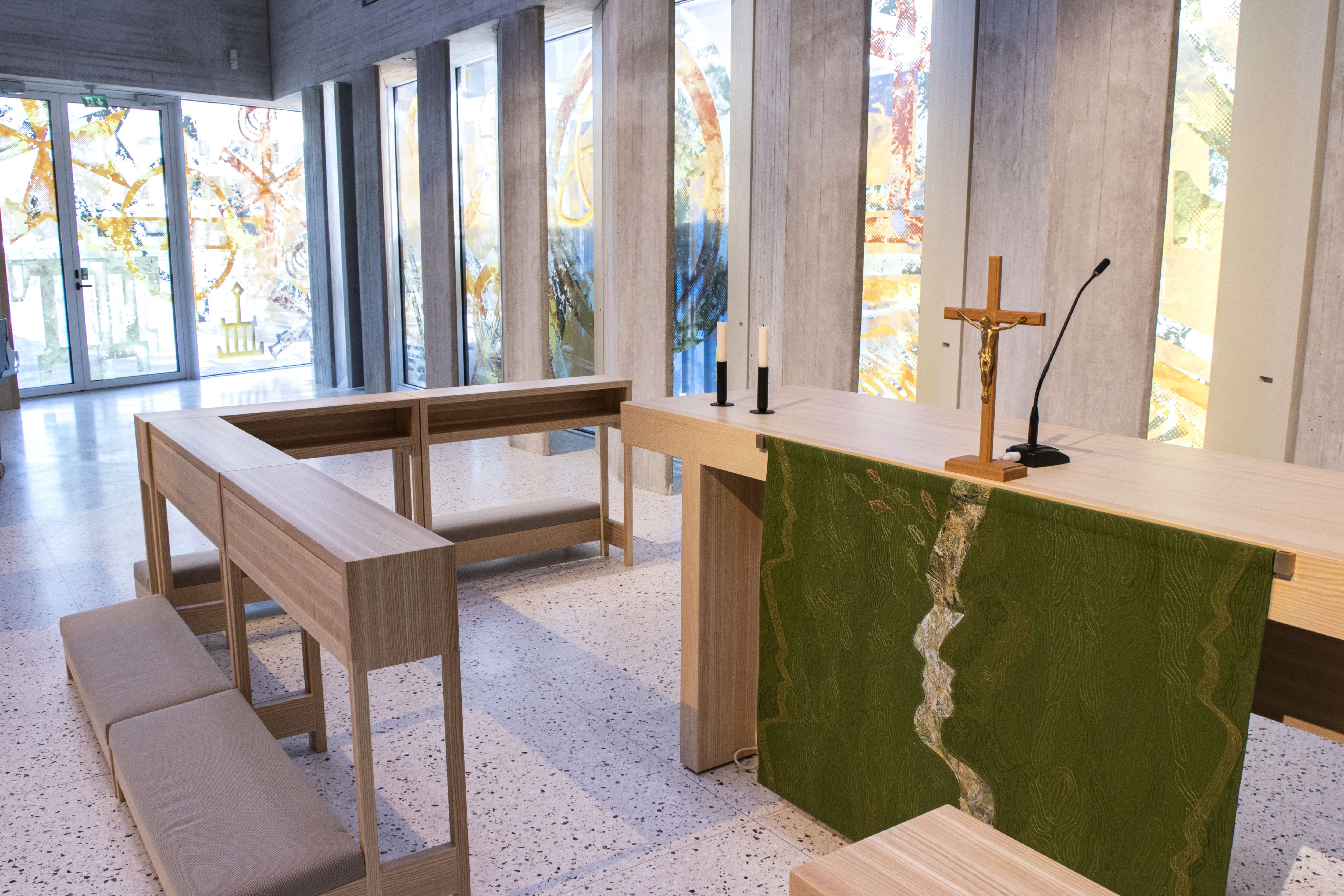
Altaret i Dickursby kyrka.

Dickursby kyrkas kyrkotextilier har designats och tillverkats av textilkonstnären Helena Vaari. Till kyrkotextiliernas centrala teman hör Kristi profil, dagens pilgrimer och livets träd. På altarduken finns en profilbild som återger Guds tre personer, Fader, Son och Helig Ande. I mitten finns ett spetsbroderi där trädgrenar, löv och knoppar flätas samman. Broderiet löper över hela duken, och trädets fåror omvandlas ställvis till stigar. Fårorna beskriver samtidigt människors stigar och bildar pilgrimsleder längs med livets träd.
Kyrkans orgel har byggts av orgelfabriken Veikko Virtanen Oy. Orgelns moderna fasad har planerats av Caspar Åkerblom i samarbete med OOPEAA. I orgeln finns 20 pipor från den orgel som förut fanns i Helsinge kyrka S:t Lars, vilken var byggd år 1895.

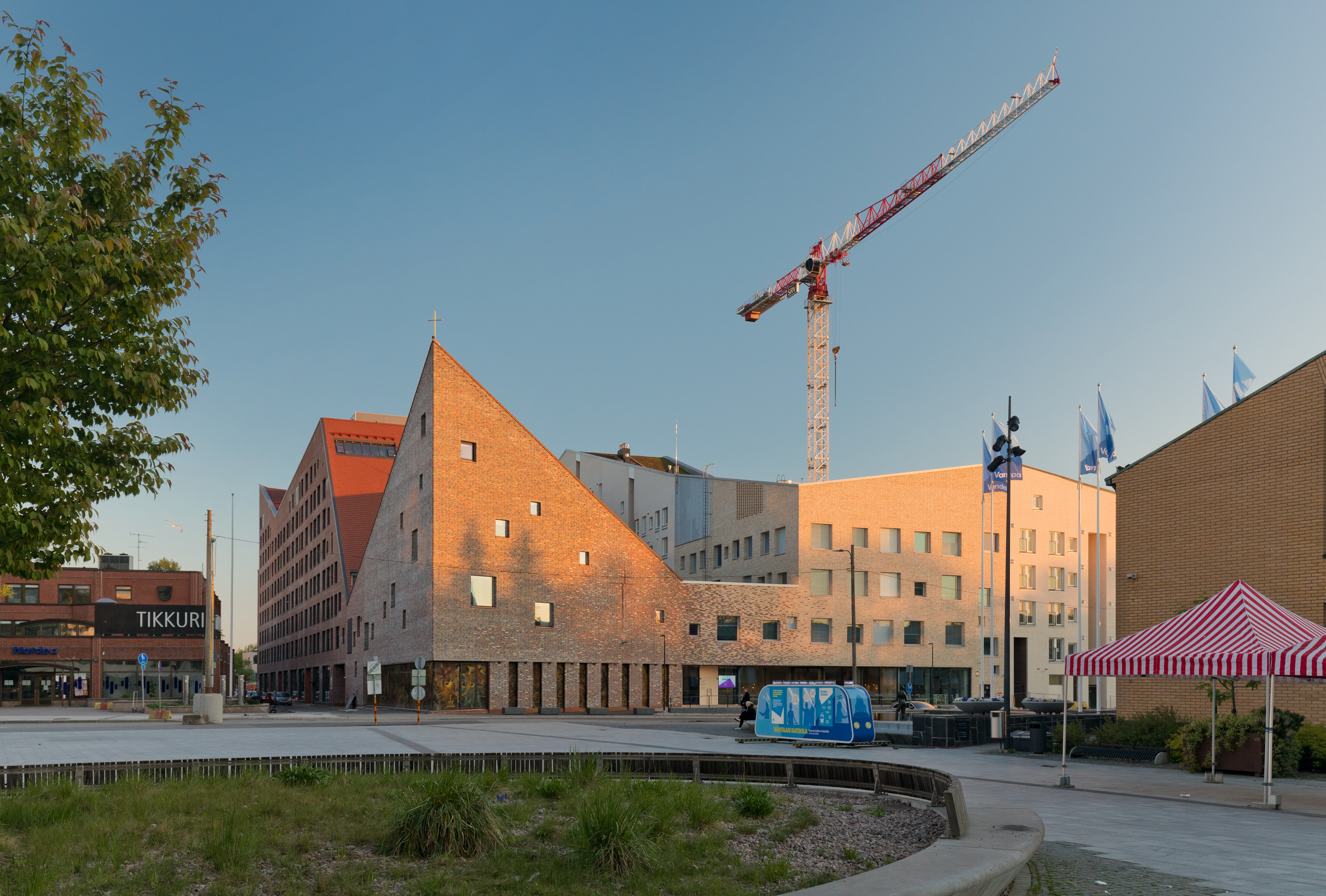
Dickursby kyrka på sommaren 2021.

Kyrkans carillon, eller tornklockspel, består av 31 klockor som kan spelas mekaniskt från kyrkan. Klockspelet har en klaviatur och pedaler som man spelar på med både händer och fötter. Tornklockspelet har designats av Supavit Nummelin. Den största klockan i klockspelet härstammar från den tidigare kyrkan och tillverkades i Wien år 1969. Klockan väger 450 kg. Instrumentets övriga klockor har gjutits av nederländska Koninklijke Eijsbouts Klokkengieterij.
Dickursby kyrka har förutom kyrkosalen och kontorsutrymmen även utrymmen för församlingsverksamhet. Kyrkan är en del av ett kvarter med bland annat studentbostäder och affärer. 
En namntävling ordnades för att hitta ett passande namn för den nya kyrkan. Tävlingens resultat var att kyrkan döptes till Tikkurilan kirkko (Dickursby kyrka). Namnet utsågs till Årets namn 2020, ett pris som beviljas av experter inom onomastik.